# Širkovce
Širkovce (in ungherese: Serke) è un comune della Slovacchia facente parte del distretto di Rimavská Sobota, nella regione di Banská Bystrica.